# Кароль Фердинанд Ваза

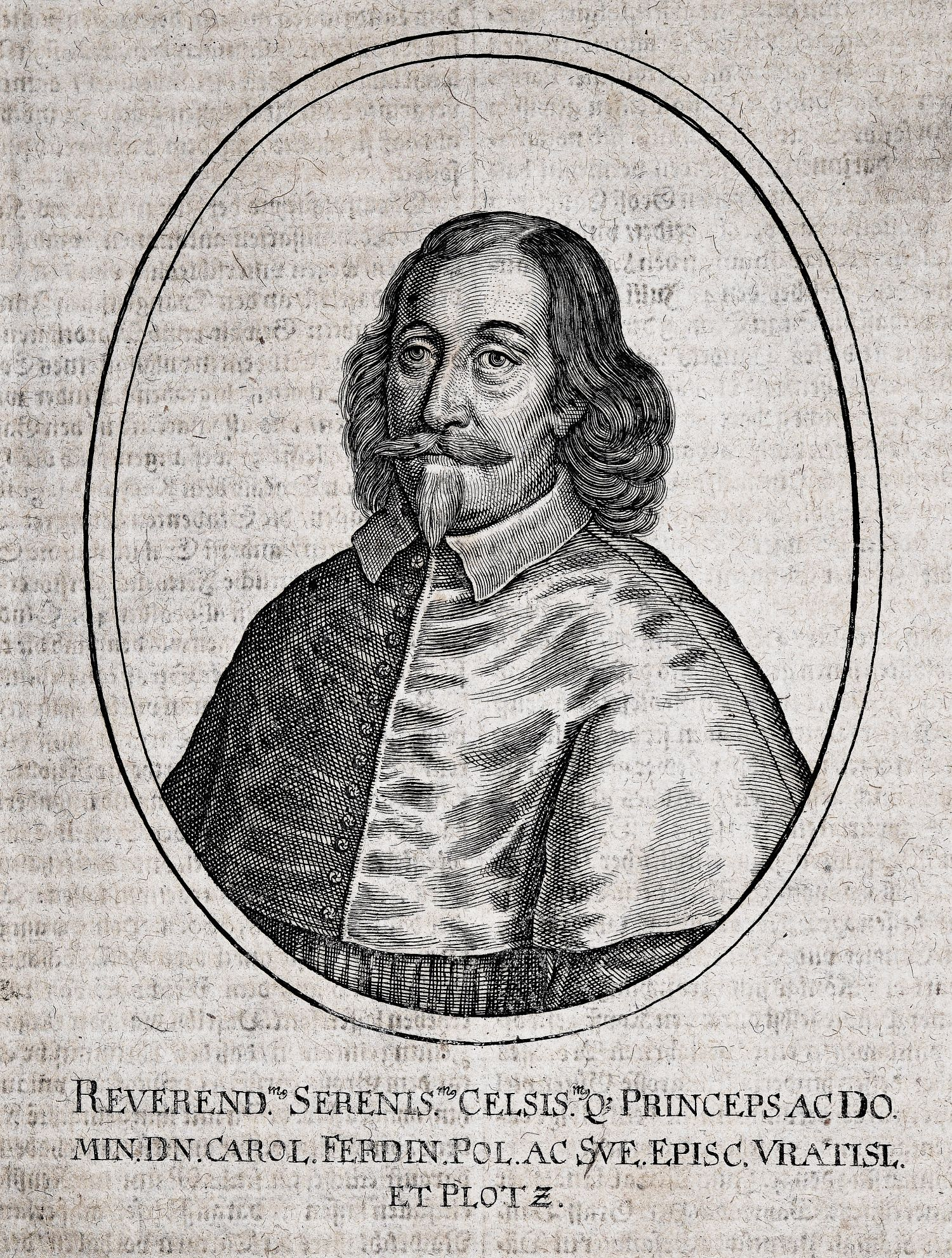
Портрет Кароля Фердинанда Вази з твору Маттеуса Меріана: Theatrum Europaeum…, Франкфурт-на-Майні 1652 р

Кароль Фердинанд Ваза (нар. 13 жовтня 1613, Варшава — пом. 9 травня 1655, Вишкув) — польський князь, єпископ Вроцлавський, єпископ Плоцький, князь Ниський, князь Опольсько-Рацібузький, князь Пултуський, абат Червінський у 1634–1640 рр., Могильський і Тиницький, у 1653–1655 рр. староста меховський, пан живецький.

## Життєпис
Син Сигізмунда III Вази та Констанції Габсбург.
Дитинство та юність провів під опікою матері при королівському дворі у Варшаві. 23 березня 1624 року він отримав диспенсацію від папи Урбана VIII, яка дозволяла йому стати каноніком Вроцлава. У цю справу Папі втрутився кардинал-протектор Космо де Торрес.
3 травня 1625 р. завдяки політичним зусиллям імператора Фердинанда II Габсбурга був номінований ординарієм Вроцлава. 22 жовтня 1625 року він отримав папське затвердження на єпископство. 18 січня 1626 року, попри те, що він був неповнолітнім і не був висвячений на священника, він також був урочисто поставлений. Керував єпископством через королівських посланців і комісарів.
1629 року Кароль приєднав округ Прудник від Оломоуцького архієпископства до Вроцлавського єпархії. Після смерті матері в 1631 році він разом зі своїм братом Яном Казимиром успадкував Живецьке панство. Під час правління Владислава IV Вази він проживав переважно у Варшаві. Однак, будучи людиною, близькою до королівського двору, він не цікавився політикою і не мав амбіцій отримати світські посади. У 1632–1648 роках він присвятив свій час головним чином адміністративній роботі, майновим справам і збору церковних бенефіцій. У 1640 р. став ординарним єпископом Плоцьким. Він так і не вирішив бути висвяченим на священника і доручив душпастирські справи у Вроцлавській дієцезії своїм суфраганам, серед яких найважливішу роль відігравали єпископ Ян Балтазар Ліш фон Горнау та архідиякон Петро Гебауер. Те саме він зробив і з Плоцькою дієцезією, де його замінили в духовному служінні єпископи Станіслав Старчевський і Войцех Толібовський.
1641 року був призначений сенатором-резидентом. У 1643 році знову став сенатором-резидентом.
Після смерті Владислава IV Вази 1648 року висунув свою кандидатуру на польський престол. Він оголосив програму жорсткої політики та рішучих кроків для придушення повстання Хмельницького. Він отримав підтримку двох третин сенаторів і більшості єпископів. За його кандидатуру голосувала й руська шляхта на чолі з Яремою Вишневецьким. Проте, проти його кандидатури виступила євангельська шляхта Великого князівства Литовського, яка боялася посилення політики Контрреформації. Опозицію Карлу Фердинанду Вазі очолили Януш і Богуслав Радзивілли, які навіть погрожували розірвати польсько-литовську унію. Остаточно кандидатуру Кароля Фердинанда Вази вирішили листи Богдана Хмельницького, який ставив кінець козацького повстання на Запоріжжі в залежність від обрання королем Яна Казимира Вази.
Після програшу на виборах Кароль Фердинанд Ваза отримав від Владислава IV Вази Опольсько-Рацібозьке князівство. Він відійшов від громадського життя й оселився в маєтках плоцьких єпископів у Мазовії. Головною резиденцією він зробив замок у Броку. 1651 року він взяв опіку над Міхалом Корибутом Вишневецьким, який залишився сиротою і був позбавлений маєтку в Україні. Він фінансував його поїздки за кордон і дав йому ґрунтовну освіту.
У середині XVII століття частина влади Опольсько-Рацібузького князівства почала повстання проти Карла Фердинанда Вази, який хотів запровадити обмежувальні правила, що суперечили земельному статуту. Засідання зборів князівства, скликане 24 вересня 1653 р. в Ополі, під час якого мали обговорюватися накази Карла Фердинанда, було перервано, а частина бунтівних учасників переїхала до резиденції земського старости Яна Максиміліана фон Годіца в Прудніку. який приєднався до повстання. Ваза визнав мітинг у Прудніку незаконним і відлучив його учасників від церкви. Бунтівні збори звинуватили його в тому, що він діяв «на основі своїх власних законів» і в тому, що він «має відокремити права й обов'язки іпотечного лорда від прав і обов'язків єпископа». Конфлікт завершився смертю Вази. Кароль Фердинанд Ваза помер на дворі єпископа у Вишкові. Похований у костелі єзуїтів у Варшаві.
Кароль Фердинанд Ваза залишив по собі величезні статки. Більша частина була витрачена на різні типи церковних фондів. Решту віддав Яну II Казимиру Вазі. Гроші та землі, успадковані від брата, дозволили польському королю фінансувати вербування найманого війська під час шведського потопу, а Сілезькі герцогства дали йому притулок, коли йому довелося покинути Річ Посполиту 1655 року.
Пам'ять про Карла Фердинанда Вазу вшановує мармуровий обеліск Вази, заснований Яном II Казимиром Вазою на вулиці 3 Травня у Вишкові за проєктом скульптора Джованні Баттиста Джизлені.